# No Name (Rockband)
No Name ist eine slowakische Rockband. Sie wurde 1996 in Košice gegründet.
Gründungsmitglieder waren Viliam Gutray, die Brüder Igor, Roman und Ivan Timko sowie Marian Čekovský, der später durch Zoltán Šallai ersetzt wurde.
Heute gehört außerdem der jüngste Bruder Dušan Timko zur Formation dazu. Igor Timko ist der Leadsänger der Band.

## Diskografie
| Jahr | Titel                                                                                                 |
| ---- | --- |
| 1998 | No Name - Veröffentlichung: Oktober 1998 - bei: Universal Music                                       |
| 2000 | Počkám si na zázrak (Ich warte auf ein Wunder) - Veröffentlichung: Mai 2000 - bei: Universal Music    |
| 2001 | Oslávme si život (Feiern wir das Leben!) - Veröffentlichung: Oktober 2001 - bei: Universal Music      |
| 2003 | Slová do tmy (Worte in die Dunkelheit) - Veröffentlichung: Oktober 2003 - bei: Universal Music        |
| 2005 | Čím to je (Etwa Was hat es damit auf sich?) - Veröffentlichung: September 2005 - bei: Universal Music |
| 2006 | No Name Tour 2006 – Live in Prague - Veröffentlichung: 2006                                           |
| 2008 | V rovnováhe (Im Gleichgewicht) - Veröffentlichung: 2008                                               |